# Igreja de Santa Maria de Berlim

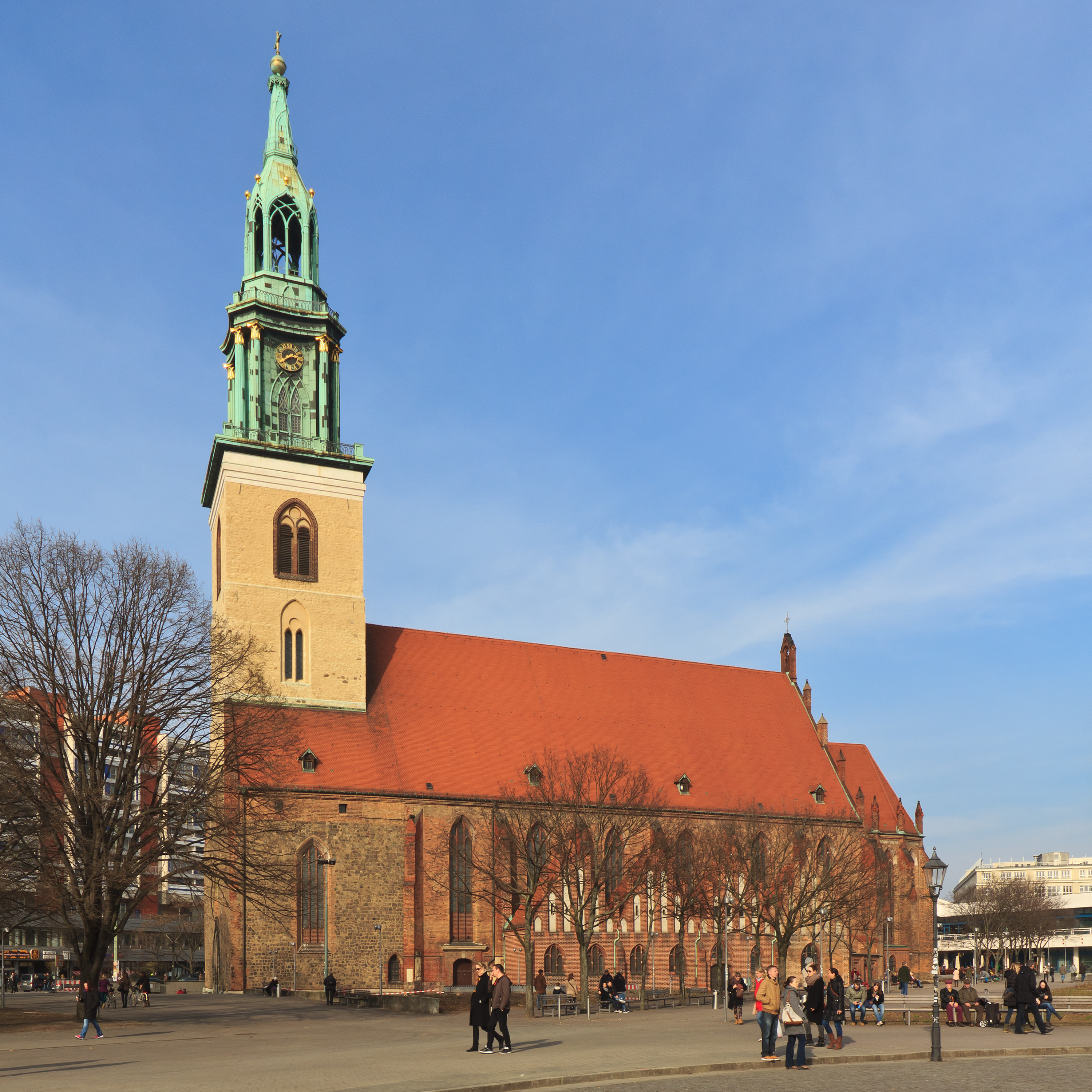
Visão externa da Marienkirche.

A Igreja de Santa Maria (em alemão: Marienkirche) é uma igreja localizada na zona central de Berlim, próxima ao Alexanderplatz. Não se sabe ao certo a data da construção do templo, mas a igreja foi citada pela primeira vez em 1292 e presume-se que ela foi erguida no início do século XIII. Era originalmente um templo da Igreja Católica, foi porém convertida ao Protestantismo durante a Reforma Protestante. Junto com a Nikolaikirche (Igreja de São Nicolau), a Marienkirche é a igreja mais antiga de Berlim. Dentre os materiais utilizados na construção predomina o tijolo dando-lhe a tonalidade vermelha.

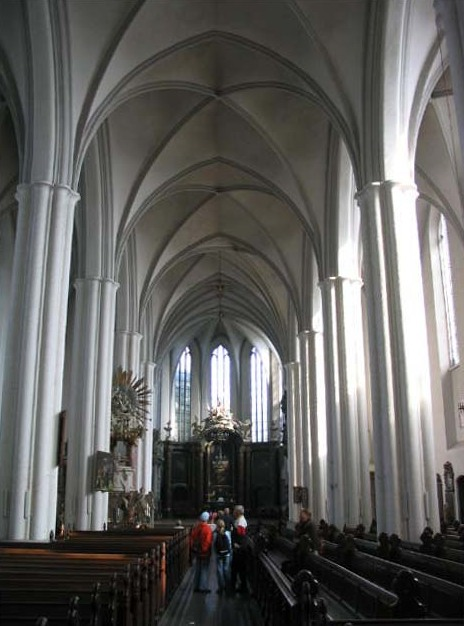
Nave da Marienkirche.